# Becudet de São Tomé
El becudet de São Tomé (Motacilla bocagii) o (Amaurocichla bocagii) és una espècie d'ocell, pròpia dels boscos tropicals i subtropicals de l'Illa de Sao Tomé, al golf de Guinea. Considerat l'únic membre del gènere Amaurocichla Sharpe, 1892, s'ha situat a la família dels sílvids (Sylviidae) i més tard, basant-se en estudis genètics, a la dels motacíl·lids (Motaciillidae). En un moment més recent ha estat considerada una espècie del gènere Motacilla, arran els treballs de Harris et al, 2018.
És un petit moixó que fa uns 10 cm de llargària, bec fi i ales curtes. L'espècie està amenaçada per la pèrdua d'hàbitat.